# Helvetia (Oregon)
Helvetia az Amerikai Egyesült Államok Oregon államának Washington megyéjében elhelyezkedő önkormányzat nélküli település.
A Tualatin-völgyi tűzoltóság lefedettségébe tartozik. Itt játszódik a Little People, Big World valóságshow.

## Fordítás
- Ez a szócikk részben vagy egészben  a   Helvetia, Oregon című angol Wikipédia-szócikk ezen változatának fordításán alapul.  Az eredeti cikk szerkesztőit annak laptörténete sorolja fel. Ez a jelzés csupán a megfogalmazás eredetét és a szerzői jogokat jelzi, nem szolgál a cikkben szereplő információk forrásmegjelöléseként.